# George Elokobi
George Nganyuo Elokobi (* 31. Januar 1986 in Mamfe) ist ein ehemaliger kamerunischer Fußballspieler. 

## Sportlicher Werdegang

### Colchester United (2004–2008)
Nach seiner Ankunft in England schloss sich Elokobi im Alter von 16 Jahren dem Amateurklub Dulwich Hamlet an und heuerte zwei Jahre später beim Profiverein Colchester United an. In der Profimannschaft des Drittligisten kam der linke Außenverteidiger in der ersten Spielzeit 2004/05 nicht zum Zuge und so lieh ihn der Klub zwischen Januar und Februar 2005 kurzzeitig an Chester City in die viertklassige Football League Two aus. Dort arbeitete er unter der ehemaligen Liverpooler Stürmerlegende Ian Rush, dem damaligen Trainer der „Blues“. Am 29. Januar 2005 gab er sein Profidebüt gegen den walisischen Gegner Swansea City, das mit einer 0:3-Pleite endete. Auch die folgenden vier Spiele endeten mit enttäuschenden Niederlagen und Elokobis Platzverweis im letzten Spiel gegen Shrewsbury Town war ein zusätzlicher Tiefpunkt während des kurzen Intermezzos in Chester.
Nach seiner Rückkehr an die Layer Road bestritt er für Colchester in der Folgesaison 2005/06 zwölf Ligaspiele und war mitverantwortlich für den Aufstieg in die Football League Championship. Sein erstes Tor hatte er dabei am 24. September 2005 beim 1:1 gegen Huddersfield Town erzielt. Nach zehn Einsätzen in der Spielzeit 2006/07 erarbeitete er sich in der Folgesaison einen Stammplatz in der Zweitligamannschaft. Nachdem sich Elokobi jedoch weigerte, einer Vertragsverlängerung zuzustimmen und vielmehr mit einem Vereinswechsel liebäugelte, verlor er diese Stellung im Team wieder.

### Wolverhampton Wanderers (2008–)
Die Angelegenheit rief aber den Ligakonkurrenten Wolverhampton Wanderers auf den Plan, der in der Wintertransferperiode 2007/08 Interesse an einer Verpflichtung zeigte. Am 31. Januar 2008 einigten sich beide Vereine auf einen Transfer, wobei über die Höhe der Ablösesumme Stillschweigen vereinbart wurde. Elokobi unterschrieb bei den „Wolves“ einen Vertrag mit einer Laufzeit über 2½ Jahre. Schnell erarbeitete sich der kampfstarke Linksverteidiger in Molineux den Status eines Publikumslieblings und war auf Anhieb Teil des Abwehrverbunds. Zu Beginn der Saison 2008/09 zog er sich im dritten Ligaspiel gegen Ipswich Town einen Kreuzbandriss zu, der ihn monatelang außer Gefecht setzte. Erst am letzten Spieltag erhielt er durch eine Einwechslung in der 85. Spielminute noch einmal die Gelegenheit für ein kurzes Comeback. Ungeachtet der schweren Verletzung hatten die Wolves den Vertrag mit Elokobi im Februar 2009 bis zum Ende der Spielzeit 2010/11 verlängert. Mit den Wolves gewann er in dieser Spielzeit die Meisterschaft in der zweiten Liga und erreichte in der Premier League 2009/10 als Fünfzehnter den Klassenerhalt. Im August 2010 unterzeichnete er einen neuen Dreijahresvertrag in Wolverhampton. Der erneute Erstligaverbleib fiel in der Premier League 2010/11 deutlich knapper aus. Der beständig eingesetzte Elokobi (27 Spiele/2 Tore) sicherte sich mit den Wolves den Ligaerhalt erst am letzten Spieltag mit einem Punkt Vorsprung auf Birmingham City und den Blackpool.
Nachdem er im Verlauf der Saison 2011/12 nur zu acht Ligaeinsätzen gekommen war, wechselte Elokobi am 31. Januar 2012 auf Leihbasis bis zum Saisonende zum Zweitligisten Nottingham Forest.